# Stellvertretendes Commodum
Als stellvertretendes commodum (commodum ex negotiatione) wird im Schuldrecht ein Vermögensvorteil bezeichnet, der wirtschaftlich an die Stelle eines geschuldeten Gegenstands tritt und nur deshalb eintritt, weil der geschuldete Gegenstand nicht mehr geleistet werden muss. Dieses stellvertretende commodum muss der Schuldner an den Gläubiger herausgeben. Dies ist im § 285 BGB geregelt, im österreichischen Recht im § 1447 ABGB. Im schweizerischen Recht fehlt es zwar an einer ausdrücklichen Regelung, der Commodumsanspruch ist aber auch dort mittlerweile anerkannt. Parallelen finden sich zudem in zahlreichen weiteren Rechtsordnungen.
In manchen Fällen ist es dem Schuldner im Nachhinein nicht möglich, die geschuldete Leistung zu erbringen. Dies ist z. B. beim Kaufvertrag der Fall, wenn die verkaufte Ware nach Vertragsabschluss zerstört wird (objektive Unmöglichkeit/subjektives Unvermögen). Nach den Grundsätzen des Rechts der Leistungsstörungen wird der Schuldner von der Leistungspflicht frei. Nicht so, wenn dem Schuldner ein Anspruch gegen einen Dritten (z. B. eine Versicherung) erwächst. In diesem Fall kann der Gläubiger anstelle der (unmöglichen) vereinbarten Leistung die Herausgabe des Ersatzes (z. B. der Versicherungsleistung), das sogenannte „Stellvertretende Commodum“ verlangen.
Grundsätzlich hat der Gläubiger ein Wahlrecht. Er kann im Prinzip Schadenersatz wegen Nichterfüllung verlangen oder das Ersatzrecht. Im Ergänzungsfall mindert sich ein Schadensersatzanspruch aus Nichterfüllung um den Wert des Ersatzes. Sollte das stellvertretende Commodum einen höheren Wert haben als die Leistung, an deren Stelle es getreten ist, so steht gleichwohl dem Gläubiger das gesamte stellvertretende Commodum zu. Der Anspruch auf Commodumsanspruch ist kein Anspruch auf Werterhaltung oder zum Ausgleich ungerechtfertigter Bereicherung, sondern folgt aus der Überlegung, dass die unmöglich gewordene Leistung nach dem Vertrag dem Gläubiger zustehen sollte und daher auch der dafür erlangte Ersatz vollumfänglich dem Gläubiger zusteht. Ansonsten würde auch der Schuldner durch die Unmöglichkeit besser dastehen als wenn er erfüllt hätte.
Verlangt der Gläubiger jedoch die Herausgabe des Ersatzes, so wird er auch nicht nach § 326 BGB frei von seinen Pflichten. Diese werden jedoch gemäß § 441 Abs. 3 BGB insoweit gemindert, wie der Wert des Ersatzes geringer ist als der der geschuldeten Leistung.